# Kishibe-chou Kidan: Tanbou-hen
Kishibe-chou Kidan: Tanbou-hen (岸部町奇談　探訪編?) es una película japonesa del género terror dirigido por Kazuyoshi Hayashi, protagonizada por Ami Yokota y Nako Mizusawa.

## Actores
- Ami Yokota ... Tomoko Takayanagi
- Nako Mizusawa ... Miu Kuroe